# Serrodes subumbra
Serrodes subumbra är en fjärilsart som beskrevs av Bethune-Baker 1906. Serrodes subumbra ingår i släktet Serrodes och familjen nattflyn. Inga underarter finns listade i Catalogue of Life.